# Är detta en människa?
Är detta en människa? (originaltitel: Se questo è un uomo) är en memoarbok från 1947 av den italienske författaren och förintelseöverlevaren Primo Levi. Boken publicerades på svenska 1988 i översättning av Ingrid Börge. Är detta en människa? ingår i samlingsvolymen Tre böcker (2013) tillsammans med Fristen och De förlorade och de räddade.
Primo Levi gick i oktober 1943 med i en partisangrupp. Denna infiltrerades dock av den fascistiska milisen och gruppens medlemmar greps i december samma år. Levi, som var jude, hamnade i interneringslägret Fossoli nära Carpi, och i februari 1944 deporterades han till Auschwitz. Levi uttogs till arbete i lägret Monowitz. I Är detta en människa? beskriver Levi sina erfarenheter och upplevelser i detta läger.